# Iampridem
Iampridem è la diciannovesima enciclica di papa Leone XIII, pubblicata il 6 gennaio 1886, scritta all'Episcopato tedesco circa la situazione della Chiesa in Germania.